# Université Dan Dicko Dankoulodo de Maradi
 (janvier 2022).
Si vous disposez d'ouvrages ou d'articles de référence ou si vous connaissez des sites web de qualité traitant du thème abordé ici, merci de compléter l'article en donnant les références utiles à sa vérifiabilité et en les liant à la section « Notes et références ».
L'université Dan Dicko Dankoulodo de Maradi (UDDM) est une université nigérienne située à Maradi. Elle a démarré en 2008 avec un institut universitaire de technologie (IUT).
En 2020, l'UDDM compte un personnel de 87 enseignants dont 65 enseignants-chercheurs et 22 enseignants technologues, 70 personnels d’appui techniques (PAT) et 3 814 étudiants dont 713 filles.

## Historique
L'université Dan Dicko Dankoulodo de Maradi a été créée par la loi no 2014-49 du 16 octobre 2014 ; à la suite de la modification de l'université de Maradi, créée par l'ordonnance no 2010-40 du 1er juillet 2010, modifiée par l'ordonnance no 2010-079 du 9 décembre 2010. Les structures de formation sont constituées de trois facultés, d'un institut universitaire de technologie et d'unités mixtes de recherche.

## Formations dispensées
- Formations de niveau bac+2 : Diplôme universitaire de technologie (DUT) ;
- Formations de niveau bac+3 : Diplôme de licence professionnelle (licence ou bachelor en sciences);
- Formations de niveau bac+5 : Diplôme de master professionnelle et de recherche : Maîtrise (ou master en science);
- Formations de niveau bac+ 8 : Diplôme de doctorat  : Doctorat (PhD) et Medecine

## Composantes

### Institut universitaire de technologie IUT
L'institut universitaire de technologie de Maradi a ouvert ses portes à la rentrée 2008-2009. Il est destiné à une formation débouchant à l'insertion professionnelle après deux à trois années de formation (DUT et licence professionnelle). Avec 22 enseignants technologues (2016) l'Institut est composé de trois départements :
- Département de génie électrique
- Département de génie mécanique
- Département de génie civil

### Faculté des sciences et techniques FST
La faculté des sciences et techniques de l'université Dan Dicko Dankoulodo de Maradi a commencé ses activités à la rentrée 2010-2011. Elle est subdivisée en différents départements :
- Département de  physique  ( énergie renouvelable - ER)
- Département de chimie
- Département de biologie
- Département de géologie
- Département de mathématiques (MP, MI).

### Faculté de sciences agronomiques et de l'environnement FASE
Démarrée à la rentrée universitaire 2011/2012, la faculté de sciences agronomique et de l'environnement de l'Université Dan Dicko Dankoulodo de Maradi est également subdivisée en différents départements :
- Département des productions végétales
- Département des sols et télédétection
- Département des productions animales
- Département de génie rural et eaux & forêts
- Département des sciences fondamentales
- Département de sociologie et économie rurales

### Faculté de sciences de la santé FSS
Démarrée à la rentrée universitaire 2014-2015, la faculté de sciences de la santé de l'université Dan Dicko Dankoulodo de Maradi est également subdivisée en différents départements :
- Département de médecine
- Département de pharmacie

### Les unités mixtes de recherche UMR
Pour rendre la recherche opérationnelle, l’université a mis en place des unités mixtes de recherche (UMR) et une plateforme d'innovation technologique (PIT): 
- UMR DAP : Diversité et adaptation des plantes,
- UMR ECODYV : Écologie et dynamique de la végétation,
- UMR BIOSTE : Biosurveillance et toxicologie environnementale,
- UMR SEEFS : Systèmes d’élevage et écologie de la faune sauvage,
- UMR DDSACC : Développement durable, sociétés et adaptation aux changements climatiques,
- UMR MIA: Mathématique, Informatique et Applications
- UMR ER :  énergie renouvelable
- UMR SERMUG : Sciences de l'eau, ressources minières, utilisation et gestion
- PIT : Plate forme d’innovation technologique.

## Relations internationales
L'université Dan Dicko Dankoulodo de Maradi est en coopération avec plusieurs institutions nationales et internationales entre autres :
- Universités nigériennes
- Université Umaru Musa Yar'adua (en), Katsina, Nigeria
- Université Bayero, Kano, Nigeria
- Université Ahmadu Bello (ABU) de Zaria Nigeria
- Université Usman dan Fodio de Sokoto, Nigeria
- Université Abukabar Tafawa Balewa (en), Bauchi, Nigeria
- Université d'Abomey-Calavi du Bénin
- Université Cheikh-Anta-Diop Dakar Sénégal
- Université de Valladolid   d'Espagne

Les diplômes donnés par l'UDDM sont reconnus par le CAMES .